# 明日之後 (遊戲)
《明日之後》是網易雷火科技有限公司開發並發行的大型多人線上角色扮演遊戲以及生存類遊戲，對應iOS和Android平台，2018年11月發行，而PC版則是在2021年1月28日發行，且伺服器和數據均與Android和iOS互通。

## 遊戲內容
在病毒爆發後產生大量感染者的末世下，玩家的身份是這個世界的倖存者之一，需要在這個荒蕪且充斥著各種感染者和怪物的世界中盡力求生。在倖存者們抵達安全區域後，為了生存下去，需要在各個地圖中探索可用的資源和食物，製作各種工具、武器、防具來面臨各種挑戰，並建造屬於自己的莊園，也可以選擇加入私人營地，和其他夥伴們一起互相扶持。遊戲雖然在大多數情況下為PVE模式，但在部份場景和活動中具有PVP模式。
倖存者們各自可以選擇不同的職業，目前一共有13種職業，不同職業之間可採集到的資源和可製作的物品有所不同，幾乎不可能全憑一己之力獲得所有物品，所以遊戲中設有交易系統，玩家間以金條作為交易貨幣，可透過完成各種任務獲取。
玩家目前有2種可選的角色型態，一種是一般的人類，另一種是擁有部份感染者能力的半感染者，兩者在戰鬥方式、採集方式、可選職業等方面有所差異。

### 营地
幸存者们可以花费金条创建营地，当有7到9人响应时创建完成。营地时代共分为返祖时代：20人，荒蛮时代：40人，农耕时代：60人，蒸汽时代：80人，电力时代：90人，后工业时代：100人，霓虹灯时代：100人，信息时代：110人，量子时代：110人。初始创建的营地是返祖时代。
升级营地时代需要繁荣度，繁荣度可以通过建筑房屋，参加营地活动，升级时代等得到。
营地职位共有11个，创建营地的幸存者自动成为市长，可以转让给他人，退出营地后营地贡献度最高的幸存者自动成为市长。市长和被赋予权限的管理可以踢人和修改营地活动。

## 開發
《明日之後》由網易公司開發。製作人李哲曾擔任《天下3》策劃與《亂鬥西遊》主策劃。遊戲於2015年底《亂鬥西遊2》完工後立項。相比於當時手機平台主流的大型多人線上角色扮演遊戲（MMORPG），團隊計畫開拓藍海市場，創作一款「小眾題材」遊戲。李哲受《飢荒》《这是我的战争》《最後生還者》等生存類遊戲啟發，經過市場調查後認為，此類遊戲未來有發展潛質。對於遊戲的核心體驗，李哲援引了心理學家亞伯拉罕·馬斯洛的需求层次理论：以往MMORPG等遊戲主要追求社交、尊重、自我實現等上層需求，生存類遊戲則需要實現底層的生理和安全的需求；當玩家受到底層需求壓力，克服後再實現上層需求會更有成就感。
為打造「有沉浸感的末日世界」，李哲首先要求遊戲畫面相對真實地還原世界：要有晝夜交替、雨雪沙塵等豐富天氣，以及物理彩現的真實感光影。2016年立項初期，遊戲美術和策劃還前往局勢動盪的烏克蘭，身著防護服至車諾比采風，以期世界還原更為逼真。遊戲環境設計敲定後，開發團隊開始策劃設計遊戲交互。和擬真環境對應，遊戲設計了眾多生存屬性值，需要玩家關注解決。為避免單一的交互模式，團隊先開展頭腦風暴建構素材庫——先列出各種符合末日世界的挑戰，再就每個挑戰提出十餘種解決方案——再從中選取合適的挑戰和解決方案加入環境。
遊戲發行前開展了四輪封閉測試。首輪測試2017年8月開展，為約5,000人的小規模技術測試，旨在考察生存類題材接受度。該次測試結果良好，堅定了開發團隊的信心。次輪測試2018年1月開展，主要測試營地社交和玩家前期生存壓力，參與人數15,000人。此次測試顯示遊戲生存壓力過高：新手玩家遭活躍營地排擠，無法快速成長；首張地圖暴風雪天氣的生存難度高，大量玩家死亡後選擇離開。5月份的第三輪測試調整了這些問題，營地主要承擔社交而非角色成長功能，前期生存難度下調。該輪測試首度引入Android平台；測試玩家達到50,000名，留存率有所提升。末輪測試8月份展開，為120,000人的付費刪檔測試。上輪測試中，玩家反映生存壓力小，引發製作組對遊戲定位的反思。本輪測試中，前期生存壓力調整為介於第二輪和第三輪之間。開發者將玩家分為硬核玩家和輕度玩家兩組對照，發現提升難度後，硬核用戶和輕度用戶會此消彼漲。開發者的所有測試都是在兩類用戶中謀取均衡。

## 藏宝阁
玩家可通过藏宝阁售卖自己的帐号，官方会收取一定的手续费。在买家购买账号之后，官方会把卖家明日之后游戏账号转到买家名下。
藏宝阁避免了售卖账号的两大问题，第一是在玩家私下交易时，在卖明日之后游戏账号时，往往会把其他游戏的账号也一并卖掉。第二是避免了玩家间交易的欺骗行为，先交钱却不将账号交付的事件在玩家间屡见不鲜。

## 外部連結
- 中國大陸